# Cisco Heat
Cisco Heat (яп. シスコヒート) — аркадна відеогра в жанрі вуличних перегонів, розроблена та випущена Jaleco у жовтні 1990 році.

## Геймплей
Гравець бере на себе роль офіцера, який повинен виграти в першому гоночному турнірі, «National Championship Police Car Steeplechase», у Сан-Франциско. Геймплей схожий на інші гоночні аркади 1990-х років, де гравцю потрібно пройти шлях за часовий проміжок. Основною відмінністю від інших аркад є 90-градусні повороти. Гра поділена на 5 етапів. Гравець може вибрати один із двох автомобілів — Cadillac Brougham або Nissan 300ZX Z32.

## Версії
У 1991 році відеогра була розроблена ICE Software та випущена Image Works для Amiga, Atari ST, Commodore 64, Amstrad CPC, ZX Spectrum та PC.

## Рецензії
У грудні 1990 року журнал «Sinclair User» поставив оцінку відеогрі 94/100. Пізніше, у листопаді 1991 року, журнал «Games-X» поставив версіям гри для Amiga, Atari ST та PC оцінку 4/5.